# باشگاه فوتبال الانصار عربستان سعودی
باشگاه الانصار (به عربی: نادي الأنصار) یک باشگاه فوتبال از عربستان سعودی است که در شهر مدینه قرار دارد. این باشگاه هم‌اکنون در لیگ دسته دوم فوتبال عربستان سعودی بازی می‌کند.
این تیم دو قهرمانی و چهار نایب قهرمانی در لیگ دسته ۱ عربستان را در کارنامهٔ خود دارد.
این باشگاه در سال ۱۹۶۶ میلادی تأسیس شده است و سابقهٔ حضور در لیگ حرفه‌ای فوتبال عربستان را نیز دارد.